# Claude Cerval
Claude Cerval (né André Marcel Gabriel Leloup) est un acteur français né le 21 février 1921 dans le 18e arrondissement de Paris et mort le 25 juillet 1972 dans le 10e arrondissement de Paris.

## Biographie
Après ses études secondaires, il suit des cours d’art dramatique auprès, entre autres, de Louis Jouvet. Il se produit ensuite dans des cabarets et au théâtre, notamment à l’Odéon, avant de rejoindre le Théâtre national populaire de Jean Vilar. Il exerce ses talents au cinéma et à la télévision.
Le grand public retiendra aussi sa prestation dans le rôle du détestable comte de Nansac, dans la fameuse série de l'ORTF Jacquou le Croquant en 1969. Il fut aussi un spécialiste de Musset.
Resté célibataire, il meurt d'une insuffisance cardiaque à l'âge de 51 ans.

## Filmographie

### Cinéma

#### Années 1950
- 1954 : À toi de jouer Callaghan de Willy Rozier : non crédité
- 1954 : Bonjour la chance de Guy Lefranc et Edgar Neville
- 1955 : Bob le flambeur de Jean-Pierre Melville : Jean
- 1955 : Un missionnaire de Maurice Cloche
- 1957 : Marchands de filles de Maurice Cloche
- 1958 : Le Beau Serge de Claude Chabrol : le curé
- 1958 : Les Cousins de Claude Chabrol : Jean, dit Clovis
- 1959 : Les Jeux de l'amour de Philippe de Broca : le veuf neurasthénique

#### Années 1960
- 1960 : Le Bal des espions de Michel Clément : Zarkho Solin
- 1960 : Ça va être ta fête de Pierre Montazel : le directeur des services secrets
- 1960 : L'Ennemi dans l'ombre de Charles Gérard : Nilpiker
- 1960 : Classe tous risques de Claude Sautet : Raoul Fargier, un ancien complice d'Abel
- 1961 : Le crime ne paie pas de Gérard Oury (sketch L'Affaire Hugues) : Morin
- 1961 : Ophélia de Claude Chabrol : Adrien
- 1962 : L'Empire de la nuit de Pierre Grimblat : Balthazar
- 1962 : Le Glaive et la Balance d'André Cayatte : Plouzenec
- 1962 : Mélodie en sous-sol d'Henri Verneuil : le commissaire
- 1963 : Les Saintes Nitouches de Pierre Montazel : Clauval
- 1963 : Germinal d'Yves Allégret : Victor Maigrat, le commerçant
- 1963 : Le commissaire mène l'enquête de Fabien Collin et Jacques Delille (sketch Le Geste d'un fanatique) : Marnay
- 1963 : Symphonie pour un massacre de Jacques Deray
- 1964 : Les Chiens dans la nuit de Willy Rozier : Manolis
- 1964 : Coplan, agent secret FX 18 de Maurice Cloche : Barter
- 1964 : Par un beau matin d'été de Jacques Deray : Jean-Pierre "Pierrot", le pigeon
- 1965 : L'Homme d'Istambul (Estambul 65) d'Antonio Isasi-Isasmendi
- 1965 : Du rififi à Paname de Denys de La Patellière : René
- 1966 : Belle de jour de Luis Buñuel
- 1966 : Le Démoniaque de René Gainville : Joe Kerr
- 1966 : La Peur et l'Amour de Max Pécas : Louie Ricco
- 1967 : Une femme aux abois de Max Pécas : Maurice Ferry
- 1967 : Les Grandes Vacances de Jean Girault
- 1968 : Béru et ces dames de Guy Lefranc : Vérian
- 1969 : La Voie lactée de Luis Buñuel : le brigadier
- 1969 : Borsalino de Jacques Deray (rôle coupé au montage)

#### Années 1970
- 1970 : Mourir d'aimer d'André Cayatte
- 1970 : La Saignée de Claude Mulot
- 1970 : Biribi de Daniel Moosmann
- 1971 : Le Saut de l'ange d'Yves Boisset
- 1975 : Rêves pornos (ou Le Dictionnaire de l'érotisme) de Max Pécas (images d'archives)

### Télévision
- 1958 : Les Cinq Dernières Minutes, épisode Réactions en chaîne de Claude Loursais : M. Guénot
- 1958 : Les Cinq Dernières Minutes, épisode L'habit fait le moine de Claude Loursais : Mercœur, l'échotier
- 1963 : L'inspecteur Leclerc enquête de Maurice Delbez, épisode : Les revenants : Quesnel
- 1965 : Bob Morane de  Robert Vernay
- 1966 : Illusions perdues de Maurice Cazeneuve, d'après Honoré de Balzac : Andoche Finot
- 1966 : Corsaires et Flibustiers de Claude Barma (feuilleton télévisé) : Fox
- 1967 : Vidocq, épisode À vous de jouer, monsieur Vidocq ! : le maître-chanteur
- 1968 : Jacquou le Croquant, feuilleton de Stellio Lorenzi : le comte de Nansac
- 1969 : Le comte Yoster a bien l'honneur (série) : Polizeichef
- 1970 : Tête d'horloge de Jean-Paul Sassy (téléfilm) : Fine Faisan
- 1972: Die Rote Kapelle